# The World of the Married
The World of the Married este un film serial sud-coreean din anul 2020.

## Distribuție
- Kim Hee-ae - Ji Sun-woo
- Park Hae-joon - Lee Tae-oh
- Han So-hee - Yeo Da-kyung
- Park Sun-young - Go Ye-rim
- Kim Young-min - Son Je-hyuk
- Chae Gook-hee - Sul Myung-sook
- Lee Geung-young - Yeo Byung-gyu
- Kim Sun-kyung - Uhm Hyo-jung
- Jeon Jin-seo - Lee Joon-young
- Shim Eun-woo - Min Hyun-seo